# Grand Prix Japonska 2014
Grand Prix Japonska 2014 (oficiálně 2014 Formula 1 Japanese Grand Prix) se jela na okruhu Suzuka Circuit nedaleko města Suzuka v Japonsku dne 5. října 2014. Závod byl patnáctým v pořadí v sezóně 2014 šampionátu Formule 1. Při závodě se vážně zranil Jules Bianchi, který později podlehl zraněním. Šlo tak o první smrtelnou nehodu při závodě F1 od roku 1994.

## Kvalifikace
| Poř.                       | No. | Jezdec            | Konstruktér             | Časy v kvalifikaci | Časy v kvalifikaci | Časy v kvalifikaci | Pořadí na startu |
| Poř.                       | No. | Jezdec            | Konstruktér             | Q1                 | Q2                 | Q3                 | Pořadí na startu |
| -------------------------- | --- | ----------------- | ----------------------- | ------------------ | ------------------ | ------------------ | ---------------- |
| 1                          | 6   | Nico Rosberg      | Mercedes                | 1:33.671           | 1:32.950           | 1:32.506           | 1                |
| 2                          | 44  | Lewis Hamilton    | Mercedes                | 1:33.611           | 1:32.982           | 1:32.703           | 2                |
| 3                          | 77  | Valtteri Bottas   | Williams-Mercedes       | 1:34.301           | 1:33.443           | 1:33.128           | 3                |
| 4                          | 19  | Felipe Massa      | Williams-Mercedes       | 1:34.483           | 1:33.551           | 1:33.527           | 4                |
| 5                          | 14  | Fernando Alonso   | Ferrari                 | 1:34.497           | 1:33.675           | 1:33.740           | 5                |
| 6                          | 3   | Daniel Ricciardo  | Red Bull Racing-Renault | 1:35.593           | 1:34.466           | 1:34.075           | 6                |
| 7                          | 20  | Kevin Magnussen   | McLaren-Mercedes        | 1:34.930           | 1:34.229           | 1:34.242           | 7                |
| 8                          | 22  | Jenson Button     | McLaren-Mercedes        | 1:35.150           | 1:34.648           | 1:34.317           | 8                |
| 9                          | 1   | Sebastian Vettel  | Red Bull Racing-Renault | 1:35.517           | 1:34.784           | 1:34.432           | 9                |
| 10                         | 7   | Kimi Räikkönen    | Ferrari                 | 1:34.984           | 1:34.771           | 1:34.548           | 10               |
| 11                         | 25  | Jean-Éric Vergne  | Toro Rosso-Renault      | 1:35.155           | 1:34.984           |                    | 20               |
| 12                         | 11  | Sergio Pérez      | Force India-Mercedes    | 1:35.439           | 1:35.089           |                    | 11               |
| 13                         | 26  | Daniil Kvjat      | Toro Rosso-Renault      | 1:35.210           | 1:35.092           |                    | 12               |
| 14                         | 27  | Nico Hülkenberg   | Force India-Mercedes    | 1:35.000           | 1:35.099           |                    | 13               |
| 15                         | 99  | Adrian Sutil      | Sauber-Ferrari          | 1:35.736           | 1:35.364           |                    | 14               |
| 16                         | 21  | Esteban Gutiérrez | Sauber-Ferrari          | 1:35.308           | 1:35.681           |                    | 15               |
| 17                         | 13  | Pastor Maldonado  | Lotus-Renault           | 1:35.917           |                    |                    | 22               |
| 18                         | 8   | Romain Grosjean   | Lotus-Renault           | 1:35.984           |                    |                    | 16               |
| 19                         | 9   | Marcus Ericsson   | Caterham-Renault        | 1:36.813           |                    |                    | 17               |
| 20                         | 17  | Jules Bianchi     | Marussia-Ferrari        | 1:36.943           |                    |                    | 18               |
| 21                         | 10  | Kamui Kobajaši    | Caterham-Renault        | 1:37.015           |                    |                    | 19               |
| 22                         | 4   | Max Chilton       | Marussia-Ferrari        | 1:37.481           |                    |                    | 21               |
| 107% času vítěze: 1:40.163 |     |                   |                         |                    |                    |                    |                  |
| Zdroj:                     |     |                   |                         |                    |                    |                    |                  |

Poznámky
1. 1 2  Jean-Éric Vergne a Pastor Maldonado obdrželi trest posunu o 10 míst vzad za překročení počtu povolených pohonných jednotek.

## Závod
| Poř.   | No. | Jezdec            | Konstruktér             | Počet kol | Čas/Odstoupení  | Pořadí na startu | Body |
| ------ | --- | ----------------- | ----------------------- | --------- | --------------- | ---------------- | ---- |
| 1      | 44  | Lewis Hamilton    | Mercedes                | 44        | 1:51:43.021     | 2                | 25   |
| 2      | 6   | Nico Rosberg      | Mercedes                | 44        | + 9.180         | 1                | 18   |
| 3      | 1   | Sebastian Vettel  | Red Bull Racing-Renault | 44        | + 29.122        | 9                | 15   |
| 4      | 3   | Daniel Ricciardo  | Red Bull Racing-Renault | 44        | + 38.818        | 6                | 12   |
| 5      | 22  | Jenson Button     | McLaren-Mercedes        | 44        | + 1:07.550      | 8                | 10   |
| 6      | 77  | Valtteri Bottas   | Williams-Mercedes       | 44        | + 1:53.773      | 3                | 8    |
| 7      | 19  | Felipe Massa      | Williams-Mercedes       | 44        | + 1:55.126      | 4                | 6    |
| 8      | 27  | Nico Hülkenberg   | Force India-Mercedes    | 44        | + 1:55.948      | 13               | 4    |
| 9      | 25  | Jean-Éric Vergne  | Toro Rosso-Renault      | 44        | + 2:07.638      | 20               | 2    |
| 10     | 11  | Sergio Pérez      | Force India-Mercedes    | 43        | + 1 kolo        | 11               | 1    |
| 11     | 26  | Daniil Kvjat      | Toro Rosso-Renault      | 43        | + 1 kolo        | 12               |      |
| 12     | 7   | Kimi Räikkönen    | Ferrari                 | 43        | + 1 kolo        | 10               |      |
| 13     | 21  | Esteban Gutiérrez | Sauber-Ferrari          | 43        | + 1 kolo        | 15               |      |
| 14     | 20  | Kevin Magnussen   | McLaren-Mercedes        | 43        | + 1 kolo        | 7                |      |
| 15     | 8   | Romain Grosjean   | Lotus-Renault           | 43        | + 1 kolo        | 16               |      |
| 16     | 13  | Pastor Maldonado  | Lotus-Renault           | 43        | + 1 kolo        | 22               |      |
| 17     | 9   | Marcus Ericsson   | Caterham-Renault        | 43        | + 1 kolo        | 17               |      |
| 18     | 4   | Max Chilton       | Marussia-Ferrari        | 43        | + 1 kolo        | 21               |      |
| 19     | 10  | Kamui Kobajaši    | Caterham-Renault        | 43        | + 1 kolo        | 19               |      |
| 20     | 17  | Jules Bianchi     | Marussia-Ferrari        | 41        | Smrtelná nehoda | 18               |      |
| 21     | 99  | Adrian Sutil      | Sauber-Ferrari          | 40        | Nehoda          | 14               |      |
| Ret    | 14  | Fernando Alonso   | Ferrari                 | 2         | Elektronika     | 5                |      |
| Zdroj: |     |                   |                         |           |                 |                  |      |

Poznámky
1. ↑  Pastor Maldonado obdržel trest přičtení 20 sekund k času v cíli za překročení rychlosti v boxové uličce.
2. 1 2  Jules Bianchi a Adrian Sutil odstoupili ze závodu, ale byl klasifikováni, protože odjeli více než 90 % délky závodu.
3. ↑  Jules Bianchi zemřel dne 17. července 2015, kvůli zranění, které utrpěl při nehodě v Grand Prix Japonska v roce 2014.

## Průběžné pořadí po závodě
- Tučně jsou vyznačeni jezdci a týmy se šancí získat titul v Poháru jezdců nebo konstruktérů.

Pohár jezdců
|   | Pořadí | Jezdec           | Body |
| - | ------ | ---------------- | ---- |
|   | 1      | Lewis Hamilton   | 266  |
|   | 2      | Nico Rosberg     | 256  |
|   | 3      | Daniel Ricciardo | 193  |
| 1 | 4      | Sebastian Vettel | 139  |
| 1 | 5      | Fernando Alonso  | 133  |

Pohár konstruktérů
|  | Pořadí | Konstruktér             | Body |
|  | ------ | ----------------------- | ---- |
|  | 1      | Mercedes                | 522  |
|  | 2      | Red Bull Racing-Renault | 332  |
|  | 3      | Williams-Mercedes       | 201  |
|  | 4      | Ferrari                 | 178  |
|  | 5      | Force India-Mercedes    | 122  |